# HEYL
HEYL (англ. Hes related family bHLH transcription factor with YRPW motif-like) – білок, який кодується однойменним геном, розташованим у людей на короткому плечі 1-ї хромосоми.  Довжина поліпептидного ланцюга білка становить 328 амінокислот, а молекулярна маса — 35 087.
| 10         |  | 20         |  | 30         |  | 40         |  | 50         |
| ---------- |  | ---------- |  | ---------- |  | ---------- |  | ---------- |
| MKRPKEPSGS |  | DGESDGPIDV |  | GQEGQLSQMA |  | RPLSTPSSSQ |  | MQARKKHRGI |
| IEKRRRDRIN |  | SSLSELRRLV |  | PTAFEKQGSS |  | KLEKAEVLQM |  | TVDHLKMLHA |
| TGGTGFFDAR |  | ALAVDFRSIG |  | FRECLTEVIR |  | YLGVLEGPSS |  | RADPVRIRLL |
| SHLNSYAAEM |  | EPSPTPTGPL |  | AFPAWPWSFF |  | HSCPGLPALS |  | NQLAILGRVP |
| SPVLPGVSSP |  | AYPIPALRTA |  | PLRRATGIIL |  | PARRNVLPSR |  | GASSTRRARP |
| LERPATPVPV |  | APSSRAARSS |  | HIAPLLQSSS |  | PTPPGPTGSA |  | AYVAVPTPNS |
| SSPGPAGRPA |  | GAMLYHSWVS |  | EITEIGAF   |  |            |  |            |

A: Аланін

C: Цистеїн

D: Аспарагінова кислота

E: Глутамінова кислота

F: Фенілаланін

G: Гліцин

H: Гістидин

I: Ізолейцин

K: Лізин

L: Лейцин

M: Метіонін

N: Аспарагін

P: Пролін

Q: Глутамін

R: Аргінін

S: Серин

T: Треонін

V: Валін

W: Триптофан

Кодований геном білок за функціями належить до репресорів, білків розвитку. 
Задіяний у таких біологічних процесах як транскрипція, регуляція транскрипції, поліморфізм. 
Білок має сайт для зв'язування з ДНК. 
Локалізований у ядрі.